# 南村喬之
南村 喬之（みなみむら たかし、1919年3月 - 1997年）は、日本の絵物語作家・挿絵画家。本名：額田操。

## 略歴
1919年3月福島県出身。日本通信美術学院で、美術を勉強。戦時中にシベリアでの拘留生活を体験したのち、1948年に帰国。戦後直後は多様な作画仕事で生活費を稼ぎながら、改めて美術を学習。やがて恩師の友人・玉井徳太郎の紹介で、雑誌「日の丸」の別冊付録所収の「はやぶさ童子」で絵物語作家としてデビュー（同作は、南村喬名義）。昭和30年代には「少年ブック」「少年画報」などで活躍するが、絵物語文化が漫画分野にとって変わられるなか、仕事が減少。試みに「週刊少年マガジン」創刊号に漫画「天平童子」（原作・吉川英治）を執筆（矢野ひろし名義）するが、漫画は自分の資質に合わないと判断。以降は、挿絵画家に本格的に転向。児童出版分野を中心に、戦記もの、怪獣もの、その他で多大な業績を残した。

## 作風
緻密で迫力のある画風を基調とし、特に1960年代の第一次怪獣ブーム時には、東宝、大映などの映画怪獣、ウルトラシリーズの怪獣、また妖怪などを多作。同ブームの隆盛にも大きく貢献した。第一次怪獣ブームの洗礼を受けた世代人にとっては、南村の怪獣イラストこそ魂の故郷のひとつと言ってよい。

## 別名義
桐丘裕之（きりおか　ひろゆき）、桐丘裕詩（きりおか　ゆうじ）などの筆名で、SM雑誌の小説挿絵やイラスト画も担当。「SMファン」「SMフロンティア」「SMクラブ」「SM秘小説」ほか多くのマニア誌で活躍し、心身を責められて悶え苦しむマゾ女性の肉感的かつ妖しい美しさ、そして男性サディストの実にそれらしい残忍・酷薄な表情などは、独特の世界を確立している。
「別冊SMファン」（司書房）1979年3月号では、特別企画「桐丘裕詩傑作画廊」として複数の旧作画稿がまとめて掲載されている。

## 雑誌連載
- 白馬童子 少年画報
- 猿飛佐助 少年画報
- オテナの塔 おもしろブック
- はやぶさ童子 幼年ブック
- ひみつ兵器物語 週刊少年マガジン
- 弁慶東京にあらわる週刊少年キング

## 著書
- 『咆哮の世紀 南村喬之怪獣画集』（朝日ソノラマ）
- 『伝説の画家 南村喬之の世界 大恐竜画報』（構成・文 テリー下沢 ）（北辰堂出版）
- 『空の勇者ゼロ戦大画報　伝説の画家 南村喬之の世界』（構成・文 テリー下沢 ）（北辰堂出版）
- 『伝説の画家 南村喬之の世界 太平洋戦争大画報』（構成・文 テリー下沢 ）（北辰堂出版）